# 张常鸿
张常鸿（2000年2月14日—），山东烟台人，中国男子射击运动员。2021年在日本东京举办的2020年夏季奥林匹克运动会上获得了射击项目男子50米步枪三姿金牌，并打破该项目世界纪录和奥运记录。
2022年5月3日被授予中国青年五四奖章。

## 成绩
2013年，张常鸿开始接受竞走训练。2014年，经王辉华教练选拔，在烟台转向射击训练。2018年澳大利亚射击世青杯男子气步枪比赛中，张常鸿获得第四名。3月23日，男子步枪三姿的张常鸿获得了冠军。2018年10月7日，在阿根廷布宜诺斯艾利斯举行的第三届夏季青年奥林匹克运动会射击项目男子10米气步枪个人决赛中，张常鸿以205.6环的成绩获得第四名。
2019年卡塔尔多哈进行的亚洲射击锦标赛上获得50米步枪三姿第4名。2019年在中国莆田举行的世界杯射击总决赛上获得10米气步枪团体亚军。2020年9月25日，全国射击冠军赛男子10米气步枪决赛在湖北宜昌进行，他以247.6环的总成绩获得亚军。2021年，张常鸿入选2020年东京奥运会中国体育代表团射击项目运动员名单，备战期间师从杜丽。8月2日，他在东京奥运会上获得射击项目50米步枪三姿金牌，并打破该项目世界纪录和奥运记录，他的金牌也是中国国家射击队在本届奥运会上的第四枚金牌。